# Резвад (комуна)
Резвад (рум. Răzvad) — комуна у повіті Димбовіца в Румунії. До складу комуни входять такі села (дані про населення за 2002 рік):
- Валя-Воєвозілор (2605 осіб)
- Горгота (1394 особи)
- Резвад (4410 осіб)

Комуна розташована на відстані 71 км на північний захід від Бухареста, 6 км на схід від Тирговіште, 80 км на південь від Брашова.

## Населення
За даними перепису населення 2002 року у комуні проживали 8409 осіб.
Національний склад населення комуни:
| Національність            | Кількість осіб | Відсоток |
| ------------------------- | -------------- | -------- |
| румуни                    | 8383           | 99,7%    |
| цигани                    | 9              | 0,1%     |
| греки                     | 9              | 0,1%     |
| угорці                    | 3              | < 0,1%   |
| німці                     | 1              | < 0,1%   |
| турки                     | 1              | < 0,1%   |
| болгари                   | 1              | < 0,1%   |
| не вказали національність | 1              | < 0,1%   |

Рідною мовою назвали:
| Мова       | Кількість осіб | Відсоток |
| ---------- | -------------- | -------- |
| румунська  | 8396           | 99,8%    |
| грецька    | 4              | < 0,1%   |
| угорська   | 2              | < 0,1%   |
| циганська  | 2              | < 0,1%   |
| німецька   | 1              | < 0,1%   |
| турецька   | 1              | < 0,1%   |
| болгарська | 1              | < 0,1%   |

Склад населення комуни за віросповіданням:
| Релігія                                       | Кількість осіб | Відсоток |
| --------------------------------------------- | -------------- | -------- |
| православні                                   | 8232           | 97,9%    |
| адвентисти                                    | 53             | 0,6%     |
| лютерани                                      | 47             | 0,6%     |
| п'ятдесятники                                 | 29             | 0,3%     |
| бретрени                                      | 23             | 0,3%     |
| баптисти                                      | 9              | 0,1%     |
| римо-католики                                 | 7              | 0,1%     |
| не релігійні                                  | 4              | < 0,1%   |
| греко-католики                                | 2              | < 0,1%   |
| мусульмани                                    | 2              | < 0,1%   |
| лютерани (Синодально-пресвітеріанська церква) | 1              | < 0,1%   |